# Un fantasma si aggira per l'Europa
Un fantasma si aggira per l'Europa (Призрак бродит по Европе, Prizrak brodit po Evrope) è un film del 1923 diretto da Vladimir Gardin, tratto, molto parzialmente, dal racconto di Edgar Allan Poe La maschera della morte rossa. Il titolo del film fa riferimento al celebre inizio del Manifesto del Partito comunista di Marx ed Engels.